# إليزابيث إروين
إليزابيث إروين (بالإنجليزية: Elisabeth Irwin)‏ هي عالمة نفس أمريكية، ولدت في 29 أغسطس 1880 في بروكلين في الولايات المتحدة، وتوفيت في 16 أكتوبر 1942 في مانهاتن في الولايات المتحدة.

## وصلات خارجية
- إليزابيث إروين على موقع الموسوعة البريطانية (الإنجليزية)